# 574 Reginhild
Reginhild (asteroide 574) é um asteróide da cintura principal com um diâmetro de 7,46 quilómetros, a 1,7120377 UA. Possui uma excentricidade de 0,2397801 e um período orbital de 1 234,38 dias (3,38 anos).
Reginhild tem uma velocidade orbital média de 19,84749497 km/s e uma inclinação de 5,68496º.
Esse asteroide foi descoberto em 19 de Setembro de 1905 por Max Wolf.